# Coiffaitarctia steniptera
Coiffaitarctia steniptera là một loài bướm đêm thuộc phân họ Arctiinae, họ Erebidae.